# 斯洛韦奇内

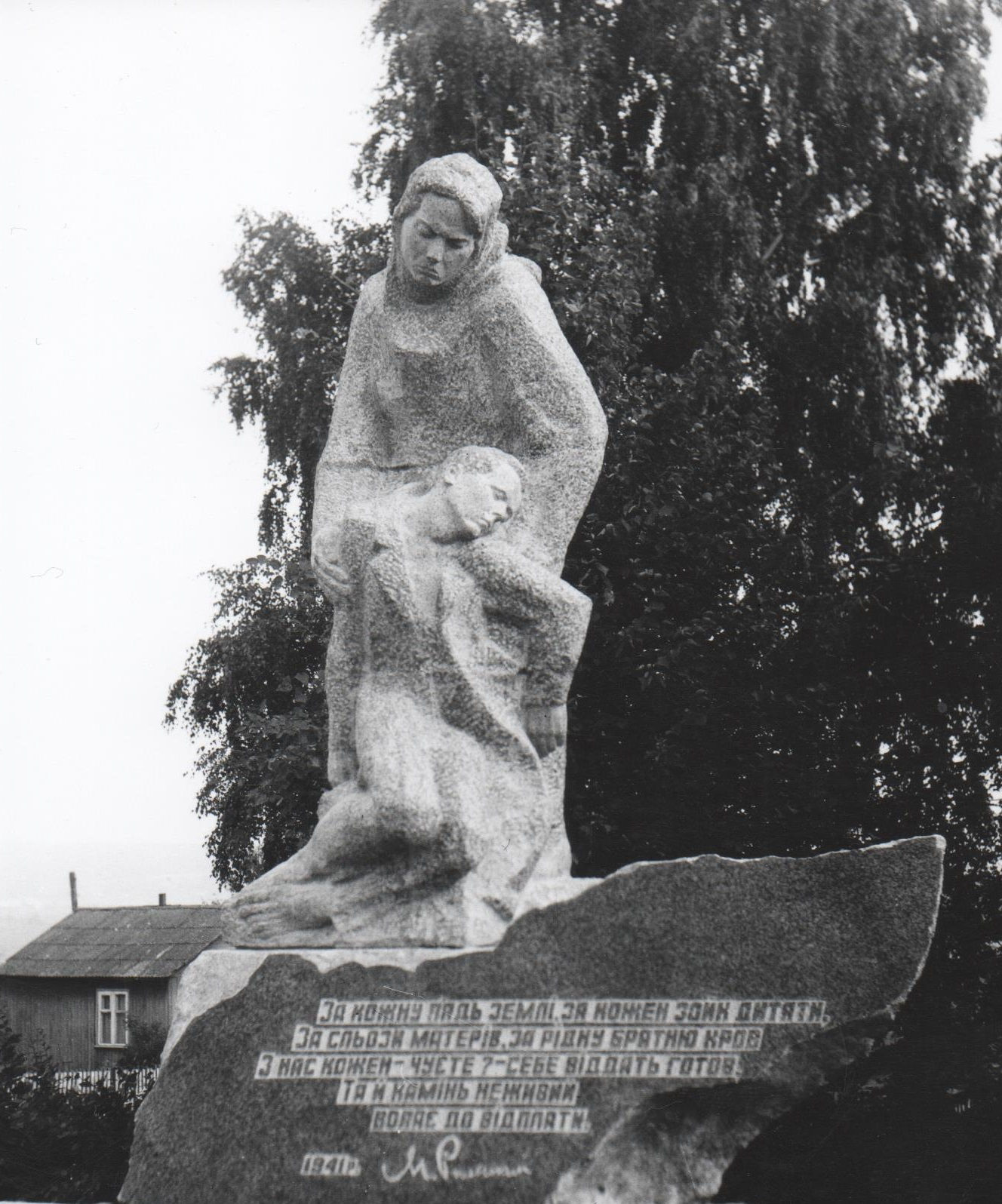
村庄被焚纪念碑

斯洛韦奇内（羅馬化：Slovechne）是烏克蘭北部日托米爾州科羅斯堅區斯洛韦奇内市镇内的村落及其行政中心。始建於1566年，面積3.63平方公里，海拔高度204米，2001年人口1,725，人口密度每平方公里475.08人。